# Бляхер, Леонид Ефимович
Леони́д Ефи́мович Бля́хер (род. 5 августа 1965, Душанбе) — российский философ, социолог и писатель, заведующий кафедрой Философии и культурологии Тихоокеанского государственного университета, бывший главный редактор журнала «Полития», профессор. Доктор философских наук.

## Биография
Родился в Душанбе в 1965 году. Мать Людмила Моисеевна Волынская, ученый, преподаватель. Отец Ефим Давидович Бляхер, в студенчестве, один из любимых учеников В. С. Библера, философ, культуролог, педагог. Родители привили Леониду любовь к науке, к слову.
Окончил филологический факультет Таджикского государственного университета (1989 г).
С 1990 по 1993 год — преподаватель кафедры литературы Хабаровского государственного педагогического института.
С 1993 года — доцент, позже профессор и заведующий кафедрой философии и культурологии Тихоокеанского государственного университета (бывшего ХГТУ). В 1994 году защитил кандидатскую диссертацию «Философские основания культурологического моделирования социальных процессов (актуализация парадигмы М. М. Бахтина)».
В 1998 году получил ученую степень доктора философских наук, защитив диссертацию на тему «Социальный хаос: философский анализ и интерпретация». С 1999 года — заведующий кафедрой философии и культурологии ТОГУ.
С 2005 по 2007 год совмещал работу в Тихоокеанском университете с должностью главного редактора-директора радиостанции «Восток России». С 2006 по 2007 год — и. о. главного редактора журнала «ПОЛИС (Политические исследования)».
С 2012 по 2015 год был главным редактором журнала «Полития».
Автор более 100 научных трудов, в том числе 9 монографий и свыше дюжины публикаций в журналах «Полис», «Полития», «Политическая наука» — ведущих политологических изданиях России, а также ряда публицистических статей, опубликованных в «Русском журнале», на сайте АПН и других источниках.
Подготовил: 1 доктора философских наук, 6 кандидатов культурологии, 6 кандидатов философских наук, 10 кандидатов социологических наук.
Женат на Галине Геннадьевне Ратниковой, с которой познакомился на филологическом факультете Таджикского университета. Сыновья — социологи Павел и Михаил.

## Литературное творчество
В 2015м году занялся написанием романов, как формой отдыха от преподавательской и академической деятельности, уже в 2016 году выходит первая книга «Хроники Герода», посвященная литературному переосмыслению жизненного пути царя Ирода I Великого.
Следом за первой книгой, к печати готовится и вторая. «Сибирская сага» была презентована весной 2017 года, встретив положительные отклики среди читателей. Книга повествует о жизни Афанасия Бейтона, личности загадочной, сложной.

## Основные работы
Книги
- Виртуальные состояния социума, или шансы и риски открытого общества в России. — М.: Изд-во Магистр, 1997;
- Человек в зеркале социального хаоса. — Хабаровск: Изд-во ХГТУ, 1997;
- Моральная политика и моральная экономика, или игра в перепрятушки доходов. — М.: МОНФ, 2000;
- Политология в Хабаровском крае: парадоксы становления. Политология в российских регионах: 1991—2000. — М.: РОССПЭН, 2001;
- Нестабильное общество. — Хабаровск: Рапид, 2003;
- Социальная политика: региональный аспект. — Хабаровск: Хабар. кн. изд-во, 2004;
- Концептуальные основания региональной социальной политики. — Хабаровск: Хабар. кн. изд-во, 2005;
- Нестабильные социальные состояния. — М.: РОССПЭН, 2005. — 208 с. — ISBN 5-8243-0624-9;
- «Архаические механизмы легитимации власти в России, или Очерки об истоках ностальгического сознания» (2008);
- «Государство и несистемные сети Желтороссии, или Заполнение „пустого пространства“» (2010);
- Искусство неуправляемой жизни: Дальний Восток. — Izdatelʹstvo" Evropa", 2014.[9]

Статьи
- Политические мифы Дальнего Востока // Политические исследования. 2004, № 5, С. 28-39;
- «Ненашенский» Дальний Восток, или Любое «далеко» к чему-нибудь «близко» // Отечественные записки. 2012. № 1 (46);
- Региональные бароны // Отечественные записки. 2012. № 3 (48).